# Correnties Altes
Correnties Altes (en castellà i oficialment, Correntías Altas) és una pedania de la localitat valenciana d'Oriola, a la comarca del Baix Segura. Té 169 habitants.